# Crossair-Flug 498
Der Flug 498 der schweizerischen Fluggesellschaft Crossair sollte am 10. Januar 2000 von Zürich nach Dresden führen. Das Flugzeug, eine Saab 340, stürzte jedoch nach zwei Minuten und 17 Sekunden nahe dem Ort Nassenwil westlich des Flughafens Zürich ab, nachdem das Flugzeug unbemerkt in eine rechtsläufige Spirale gebracht worden war. Alle zehn Insassen, drei Besatzungsmitglieder und sieben Passagiere, wurden dabei getötet.

## Hintergrund
Zum Zeitpunkt des Unfalls herrschte auf dem Schweizer Arbeitsmarkt ein Mangel an Piloten. Im Vergleich mit anderen schweizerischen Fluggesellschaften waren die von der Crossair gezahlten Pilotengehälter relativ niedrig, aufgrund dessen zwischen dem Pilotenverband und der Crossair ein Arbeitskonflikt bestand. Zudem sollte die Saab-340-Flotte der Crossair ausgemustert und durch die Embraer-ERJ-145-Familie ersetzt werden. Der Flugkapitän, der den Flug als Pilot Flying durchführte, war moldauischer Staatsbürger und von Moldavian Airlines an Crossair überlassen worden. Er wurde seit 2 Jahren und 1600 Flugstunden auf der Saab 340 eingesetzt und sammelte zuvor langjährige Erfahrungen mit Flugzeugen sowjetischer Bauart wie der Antonow An-24. Er verfügte über englische Grundkenntnisse und konnte an einfachen Konversationen teilnehmen. Der Erste Offizier, der auf dem Flug als Pilot not flying eingesetzt wurde, war slowakischer Staatsbürger und hatte einen regulären Crossair-Arbeitsvertrag. Seine Englischkenntnisse wurden als gut beschrieben.

## Hergang
Das Flugzeug war um 16:00 UTC aus Guernsey kommend in Zürich gelandet, wo die Besatzung wechselte und es für den nächsten Flug vorbereitet wurde, dabei wurden keine Unregelmässigkeiten festgestellt. Um 16:54 UTC erteilte der Zürcher Tower die Startfreigabe, nachdem die Cockpit-Besatzung die Checkliste zuvor vollständig abgearbeitet hatte. Nach erfolgtem Start und dem Einziehen des Fahrwerks wurde in einen Steigflug auf Pistenachse übergegangen. Auf Befehl des Kapitäns wurde nur der Flight Director aktiviert, nicht jedoch der Autopilot. Nach dem Wechsel der Funkfrequenz auf jene der Abflugkontrolle zeigte das Radar eine Änderung um 5° nach Süden, der vor Erreichen des nächsten Fixpunktes mit einer leichten Rechtskurve begegnet wurde. Um 16:55 UTC wies der Fluglotse die Besatzung an, den Kurs nach links zum VOR Zurich East zu ändern, was der Copilot über Funk zwar bestätigte, aber ohne die Drehrichtung anzugeben. Da der Lotse nach weiteren Rücksprachen erkannte, dass die Linkskurve nicht eingeleitet worden war, wies er daraufhin eine Rechtskurve an, worauf die Maschine in eine Rollbewegung nach rechts kam und in eine Steilspirale überging.
Die Anzeige auf dem Multifunction-Display zeigte die Kursänderung von 225° auf 68° über den kleineren Winkel und damit nach links an, so dass der Kapitän vermutlich davon ausging, weiter einer Linkskurve zu folgen. Der spätere Untersuchungsbericht geht davon aus, dass er die vom Flight Director angeordneten Steuerausschläge nach rechts als Stabilisierung der Linkskurve wahrnahm. Da der Kapitän den Vorgaben des Flight Directors genau folgte, geriet das Flugzeug schnell in eine Schräglage nach rechts von 80° und das Flugzeug begann, an Höhe zu verlieren, was aber von der Besatzung zunächst nicht bemerkt wurde. Die Fluglageanzeiger zeigten jetzt zwar deutliche Änderungen; da sie jedoch für extreme Fluglagen nicht optimal geeignet sind und zudem deutlich von den sowjetischen Anzeigen abweichen (die der Kapitän lange gewohnt war), gelang keine korrekte Interpretation. Um 16:56 UTC bemerkte der Erste Offizier die falsche Drehrichtung, erkannte jedoch nicht die fehlerhafte Programmierung als Ursache. In der Folge zeichnete der Stimmenrekorder beim Ersten Offizier eine hörbar schwere Atmung als Zeichen starken Stresses auf. Vier Sekunden später forderte der Erste Offizier den Kapitän nachdrücklich auf, nach links zu drehen. Der Kapitän hatte die Fluglage jedoch nicht mehr unter Kontrolle und das Flugzeug schlug weitere vier Sekunden später auf einem Feld bei Nassenwil auf.

## Untersuchung
Der Schlussbericht des Büros für Flugunfalluntersuchungen kam zu dem Schluss, dass es sich um eine Kollision mit dem Gelände handle, nachdem die Flugbesatzung die Kontrolle über das Flugzeug verloren habe. Als Gründe führt der Bericht an, dass der Erste Offizier die Kursänderung ohne Befehl des Kapitäns und fehlerhaft programmierte, dass der Kapitän unter Instrumentenflug und in einer intensiven Flugphase auf den Einsatz des Autopiloten verzichtete, dass der Kapitän die räumliche Orientierung verloren habe und der Erste Offizier nur unzureichende Massnahmen ergriff, den Absturz zu verhindern.
Eine Reihe von weiteren Faktoren können dabei zum Unfall beigetragen haben: Der Kapitän stand möglicherweise unter dem Einfluss des Beruhigungsmittels Phenazepam und war damit eventuell in seinen Fähigkeiten zur Analyse und Lagebeurteilung eingeschränkt. Er blieb einseitig auf Wahrnehmungen fixiert, die ihm eine Drehrichtung nach links suggerierten und griff unter Stress auf früher gelernte Heuristiken zurück. Er wurde jedoch von Crossair auch nicht systematisch mit westlichen Systemen und Cockpitverfahren vertraut gemacht. Die Besatzung setzte unzweckmässige Prioritäten, so räumte der Erste Offizier etwa dem Funkverkehr mit dem Lotsen stets höchste Priorität ein.

## Folgen
Der Flugunfall hatte weitreichende Konsequenzen für die Luftverkehrsführung um Zürich, das Training der Crossair-Piloten und den Einsatz von Piloten ohne
JAR-FCL-Lizenz.
Die schweizerische Bundesanwaltschaft erhob im Oktober 2007 Anklage gegen sechs frühere Crossair-Verantwortliche, darunter Moritz Suter und CEO André Dosé. Sie warf ihnen unter anderem vor, für eine «Angstkultur» bei der Airline verantwortlich gewesen zu sein, die zur bewussten Missachtung von Vorschriften geführt habe. Das Verfahren wurde von der Bundesanwaltschaft wegen Verjährung und wegen nicht nachgewiesener Sorgfaltspflichtverletzungen eingestellt.
An der Absturzstelle befindet sich heute ein Denkmal.